# Lista gatunków z rodzaju łubin
Lista gatunków z rodzaju łubin (Lupinus L.) – lista gatunków rodzaju roślin należącego do rodziny bobowate (Fabaceae Lindl.). Według The Plant List w obrębie tego rodzaju znajduje się 626 gatunków o nazwach zweryfikowanych i zaakceptowanych, podczas gdy kolejnych 278 taksonów ma status gatunków niepewnych (niezweryfikowanych). 
Lista gatunków
- Lupinus aberrans C.P.Sm.
- Lupinus abramsii C.P.Sm.
- Lupinus acopalcus C.P.Sm.
- Lupinus adinoanthus C.P. Sm.
- Lupinus adsurgens Drew
- Lupinus affinis J.Agardh
- Lupinus agardhianus A.Heller
- Lupinus alaristatus C.P.Sm.
- Lupinus albert-smithianus C.P.Sm.
- Lupinus albescens Hook. & Arn.
- Lupinus albicaulis Douglas
- Lupinus albifrons Benth.
- Lupinus albopilosus A. Heller
- Lupinus albosericeus C.P.Sm.
- Lupinus albus L. – łubin biały
- Lupinus alcis-montis C.P. Sm.
- Lupinus aliamandus C.P.Sm.
- Lupinus aliattenuatus C.P.Sm.
- Lupinus alibicolor C.P.Sm.
- Lupinus aliceae C.P. Sm.
- Lupinus alilatissimus C.P. Sm.
- Lupinus alinanus C.P. Sm.
- Lupinus alipatulus C.P.Sm.
- Lupinus alirevolutus C.P.Sm.
- Lupinus alivillosus C.P. Sm.
- Lupinus allargyreius C.P.Sm.
- Lupinus alopecuroides Desr.
- Lupinus alpestris A.Nelson

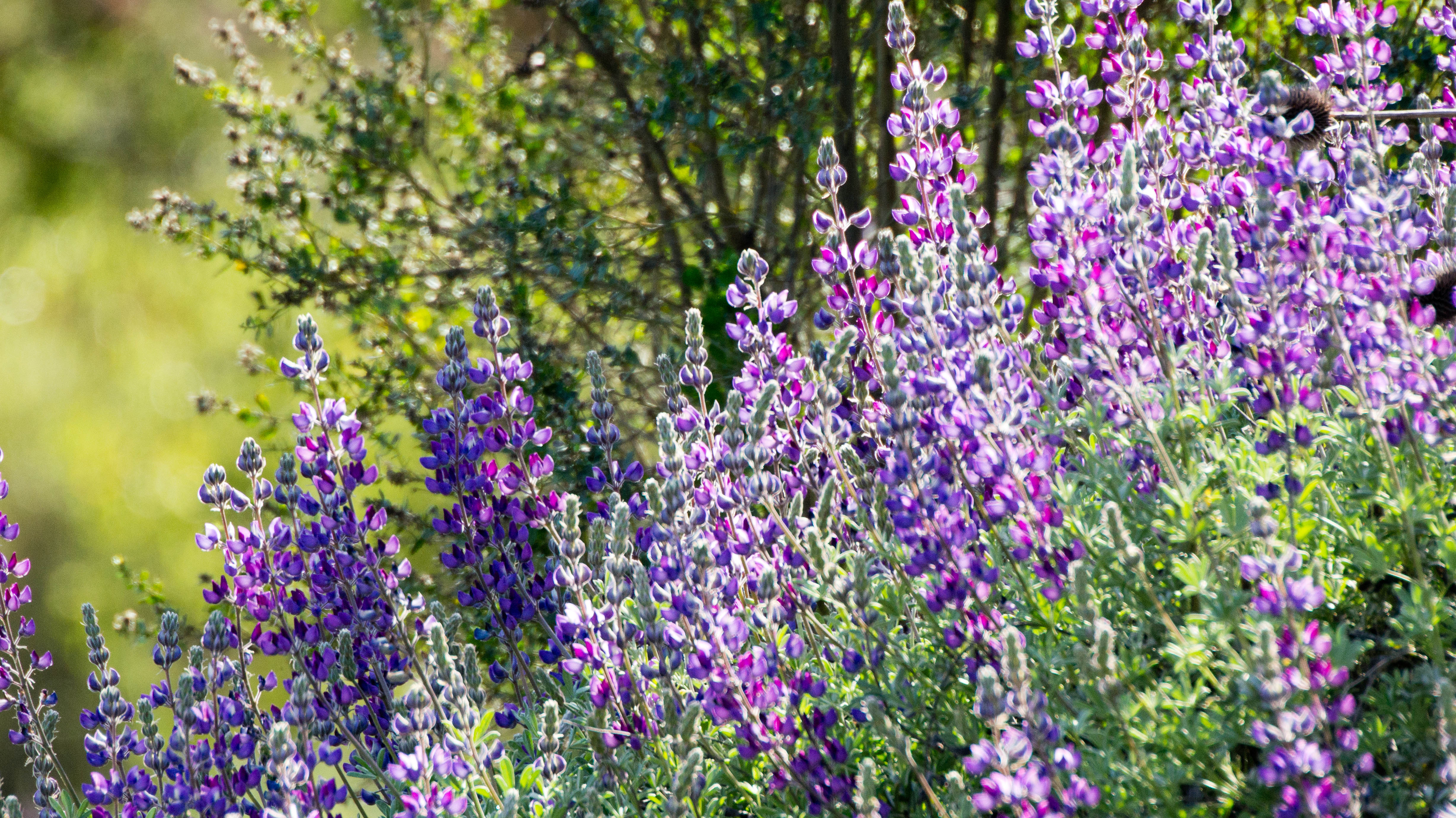
Lupinus albifrons

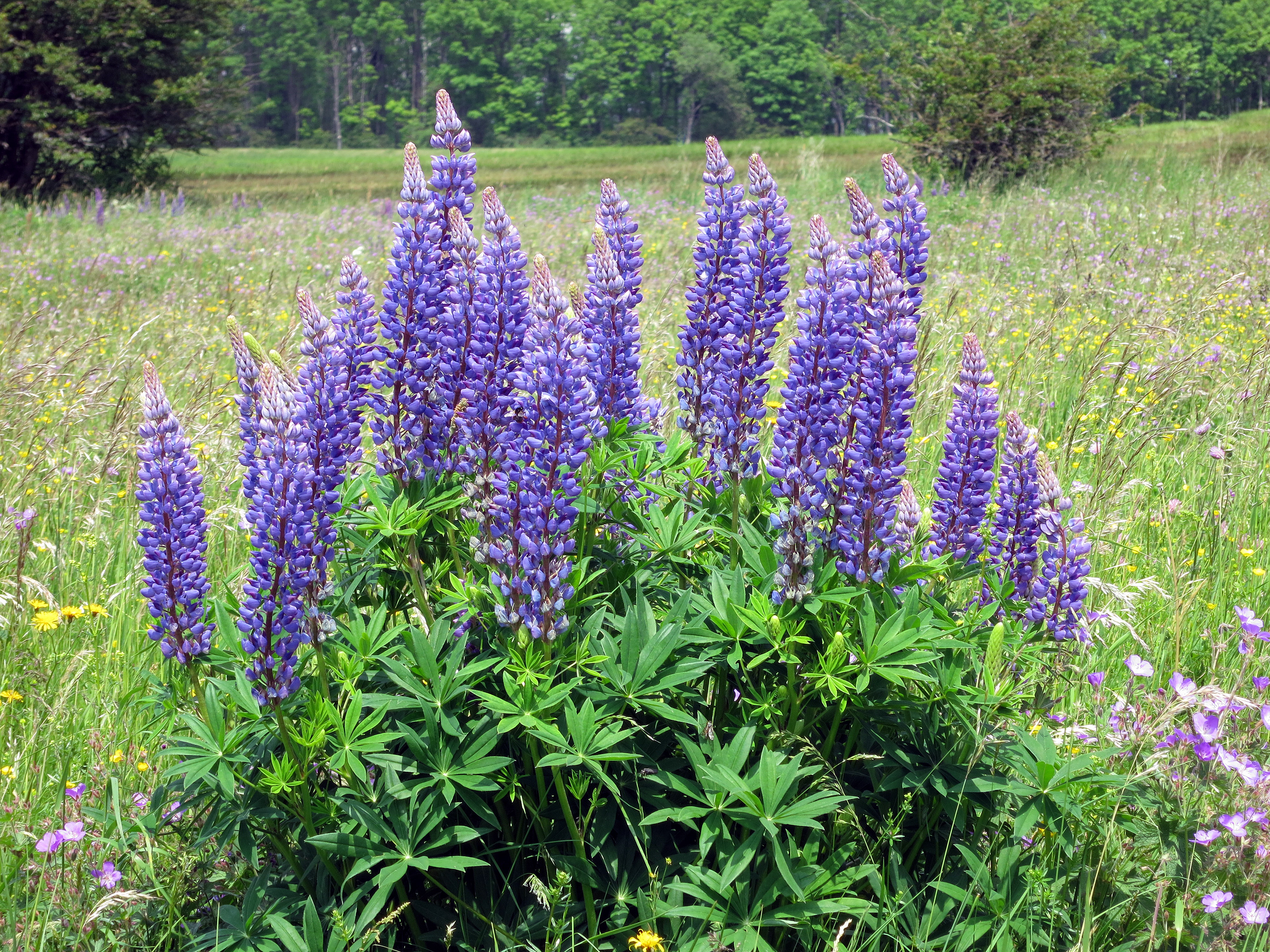
Lupinus angustifolius

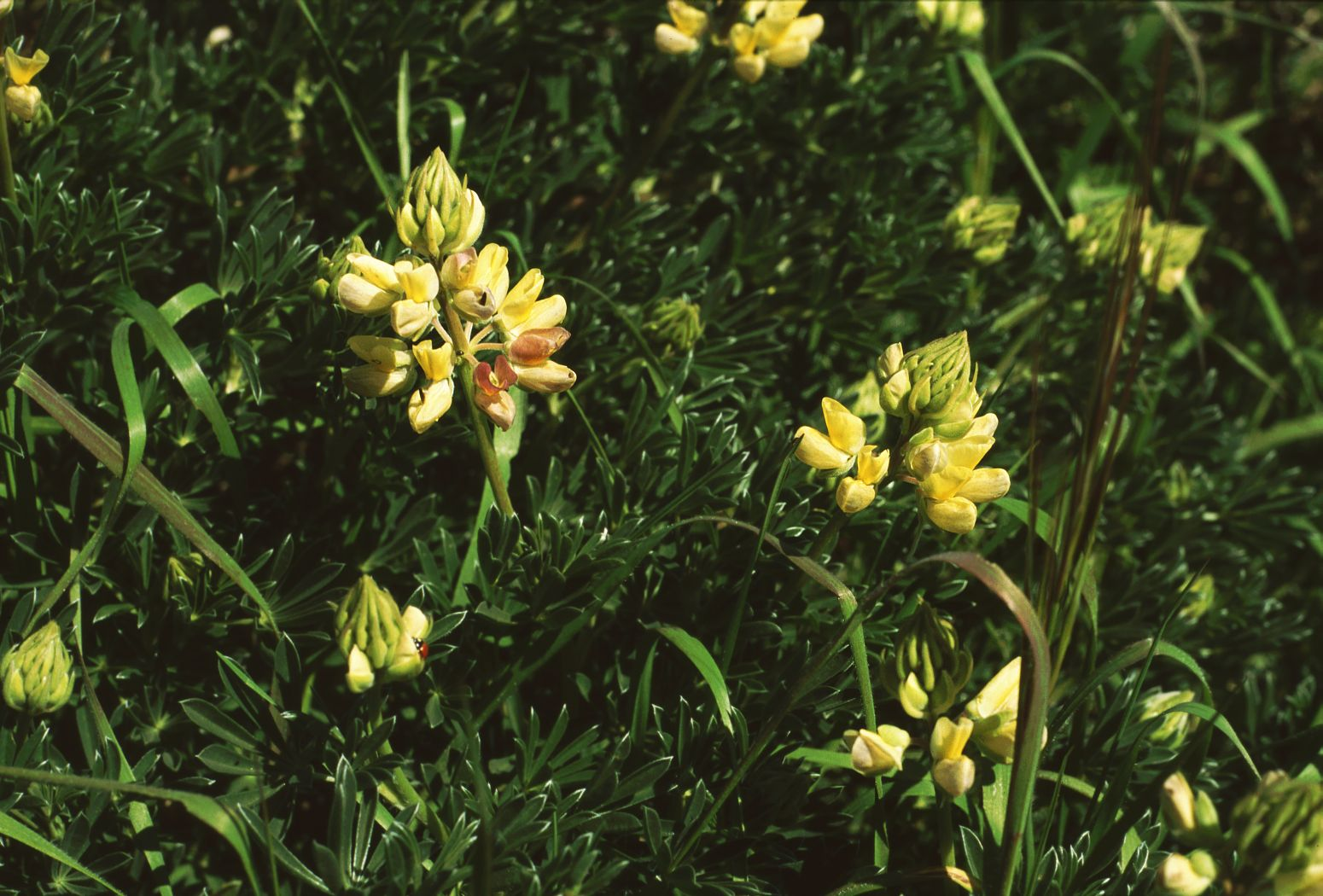
Lupinus arboreus

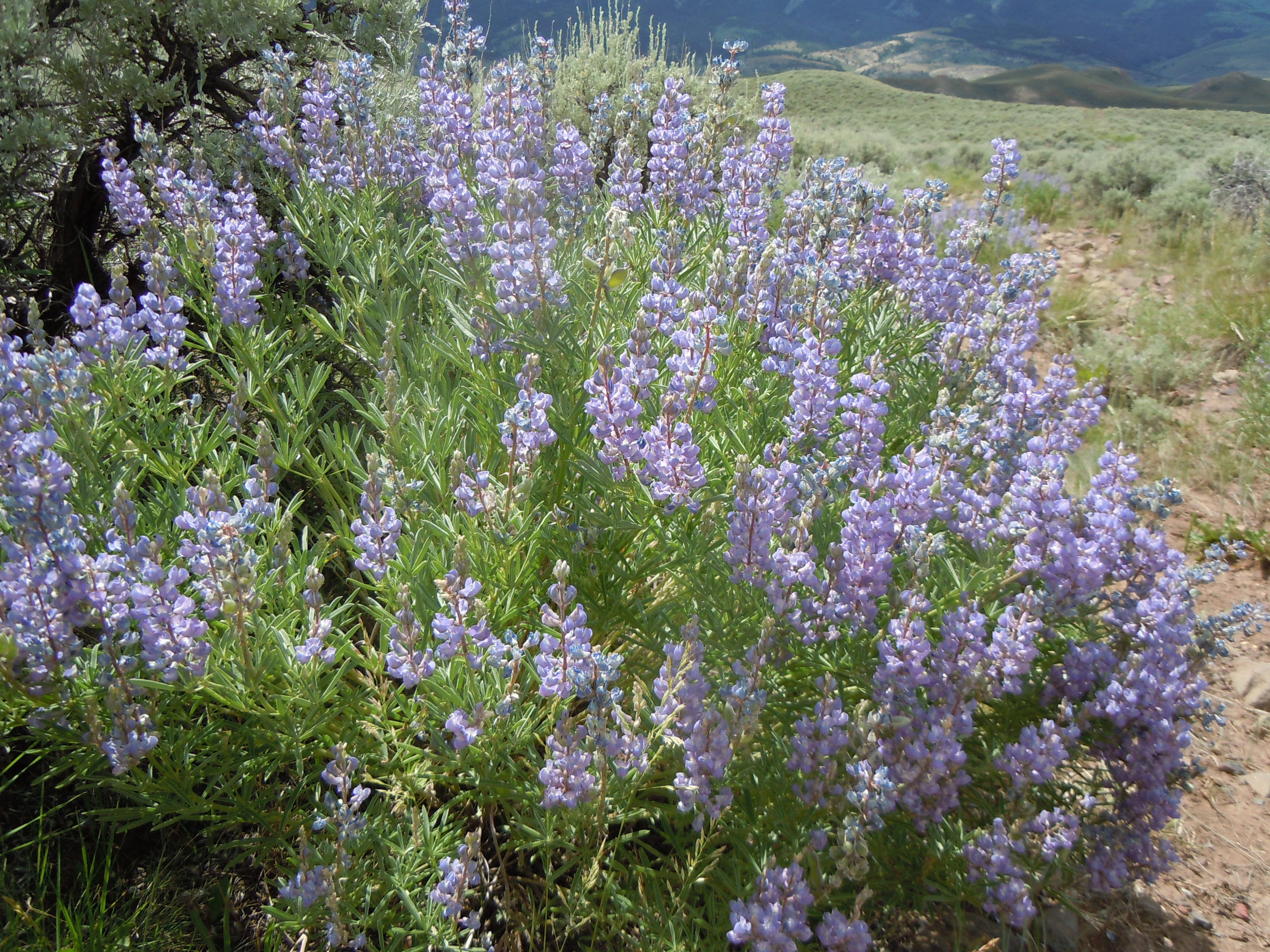
Lupinus argenteus

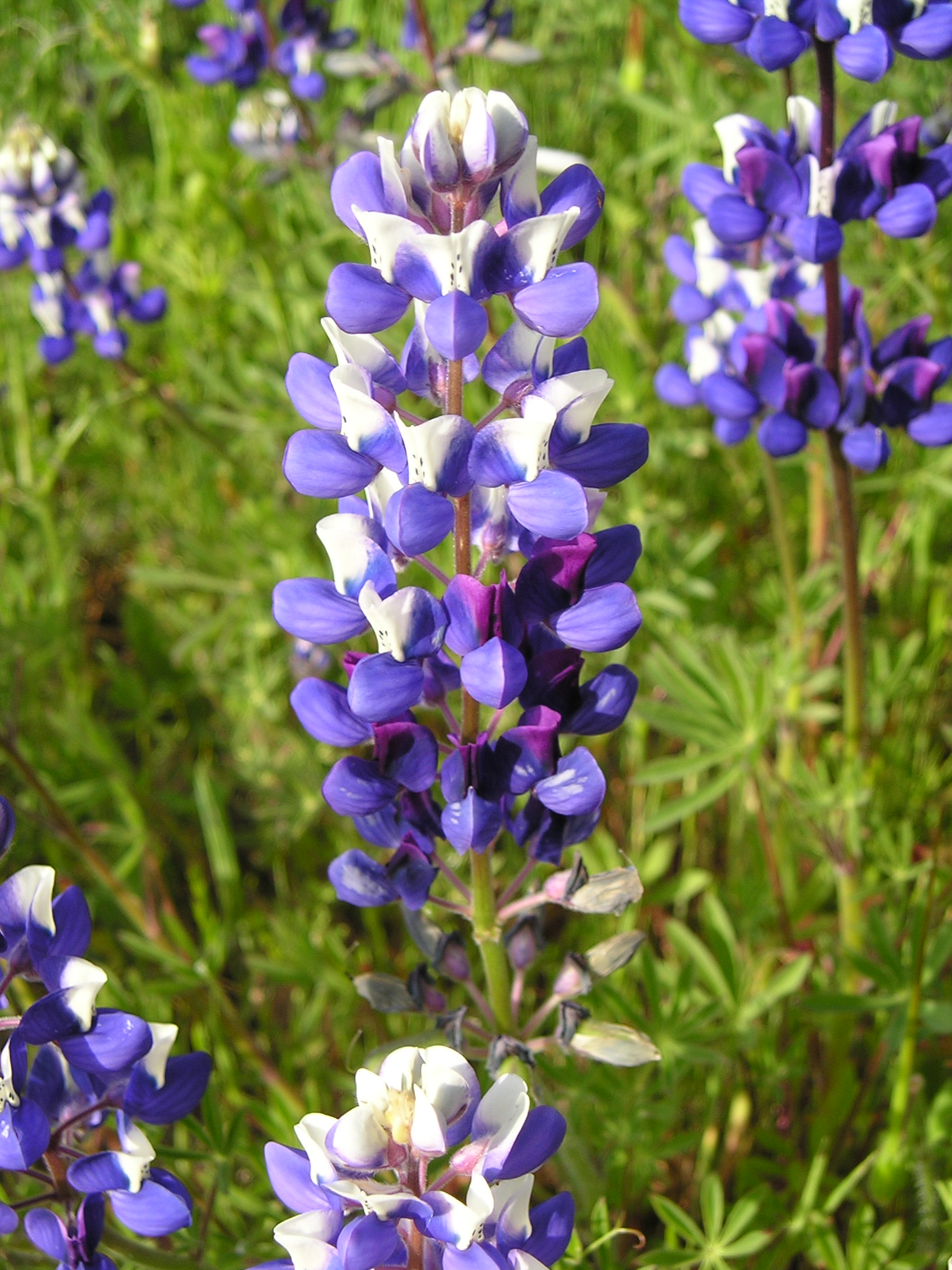
Lupinus bicolor

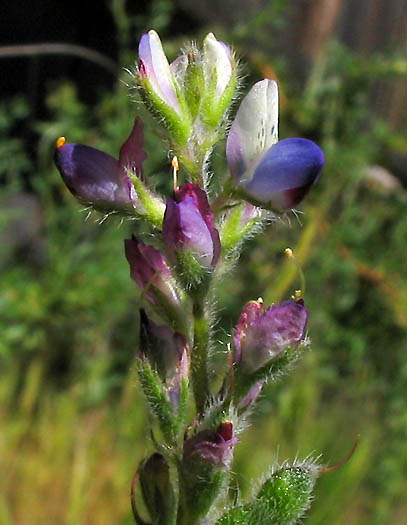
Lupinus concinnus

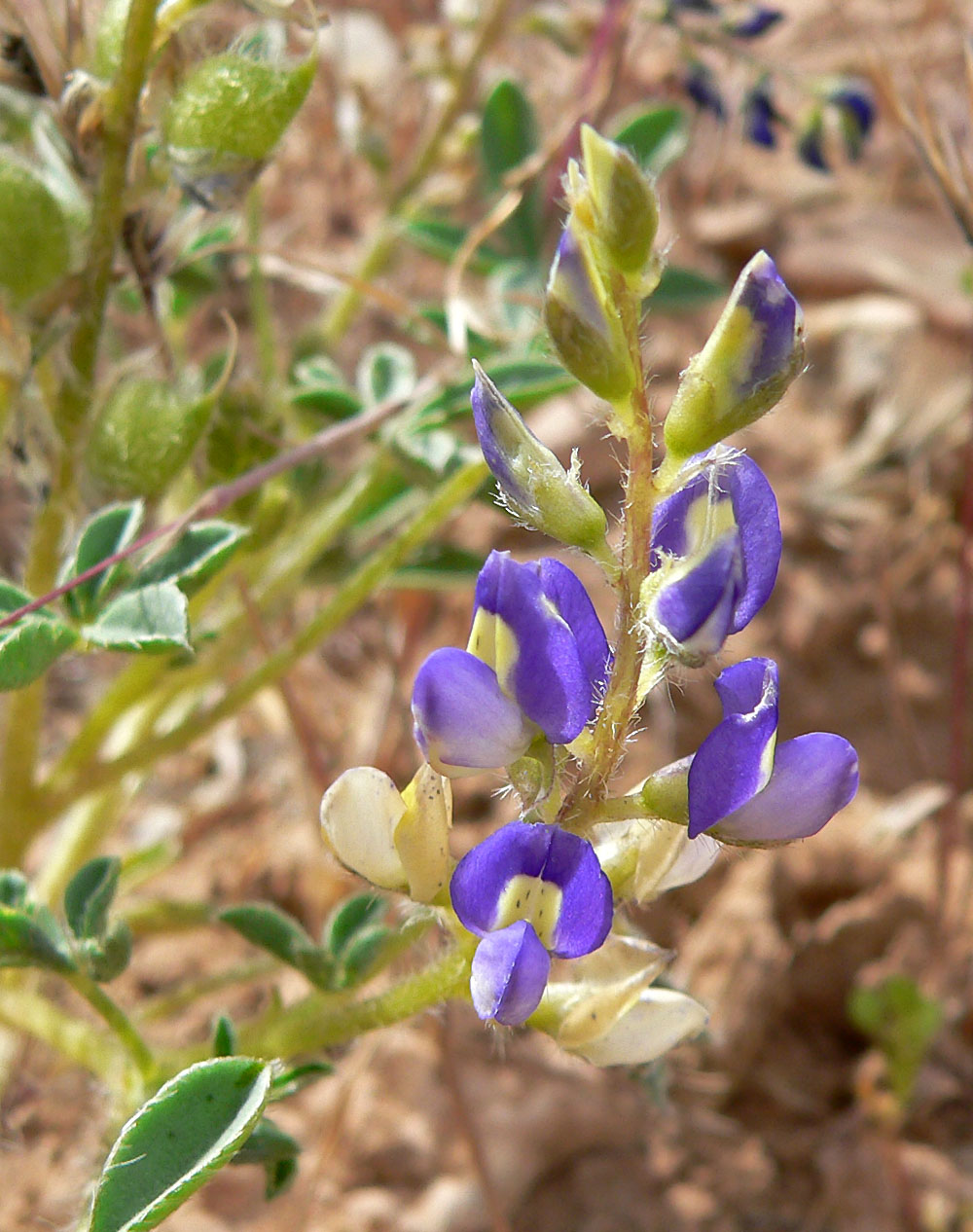
Lupinus flavoculatus

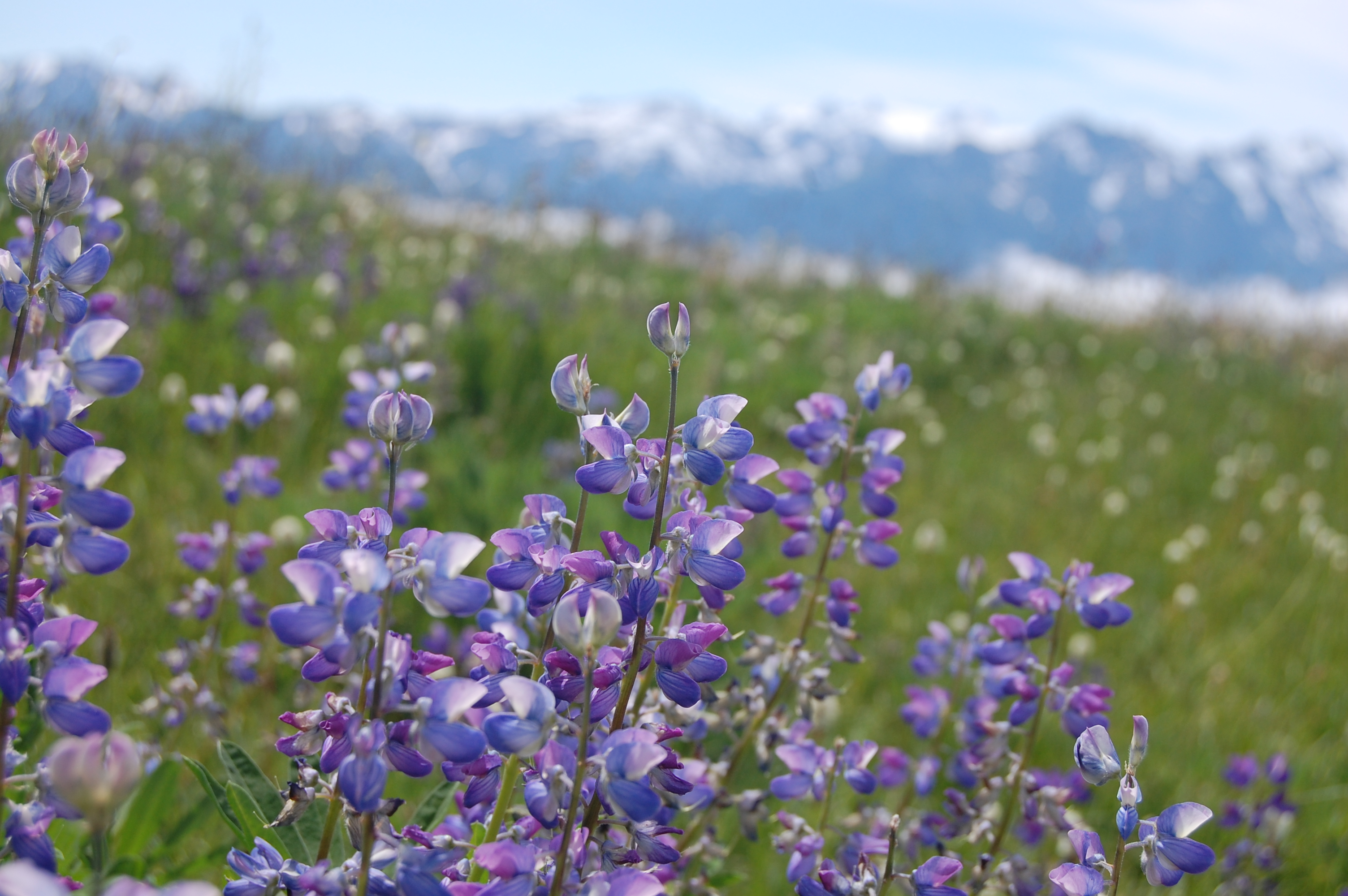
Lupinus latifolius

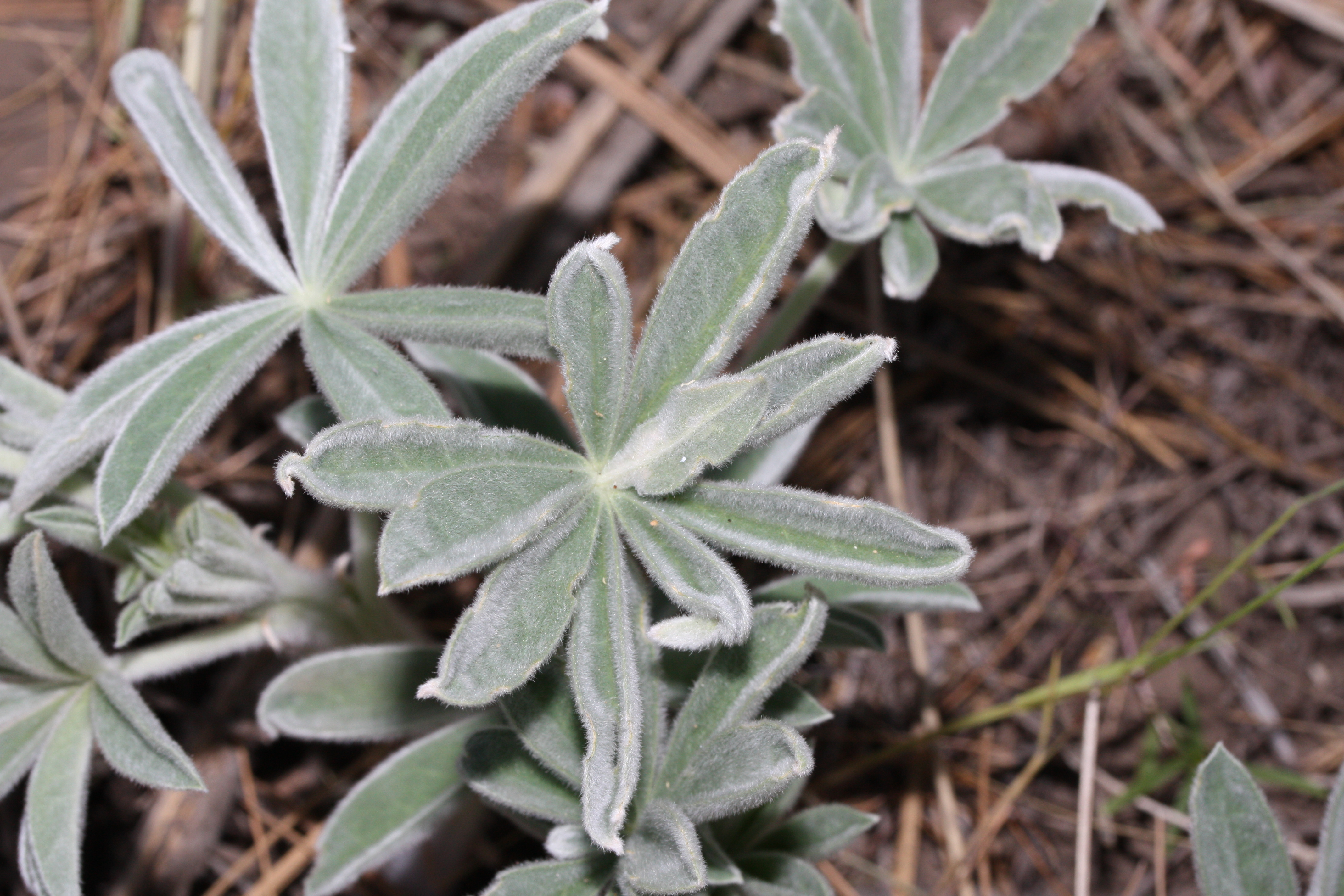
Lupinus leucophyllus

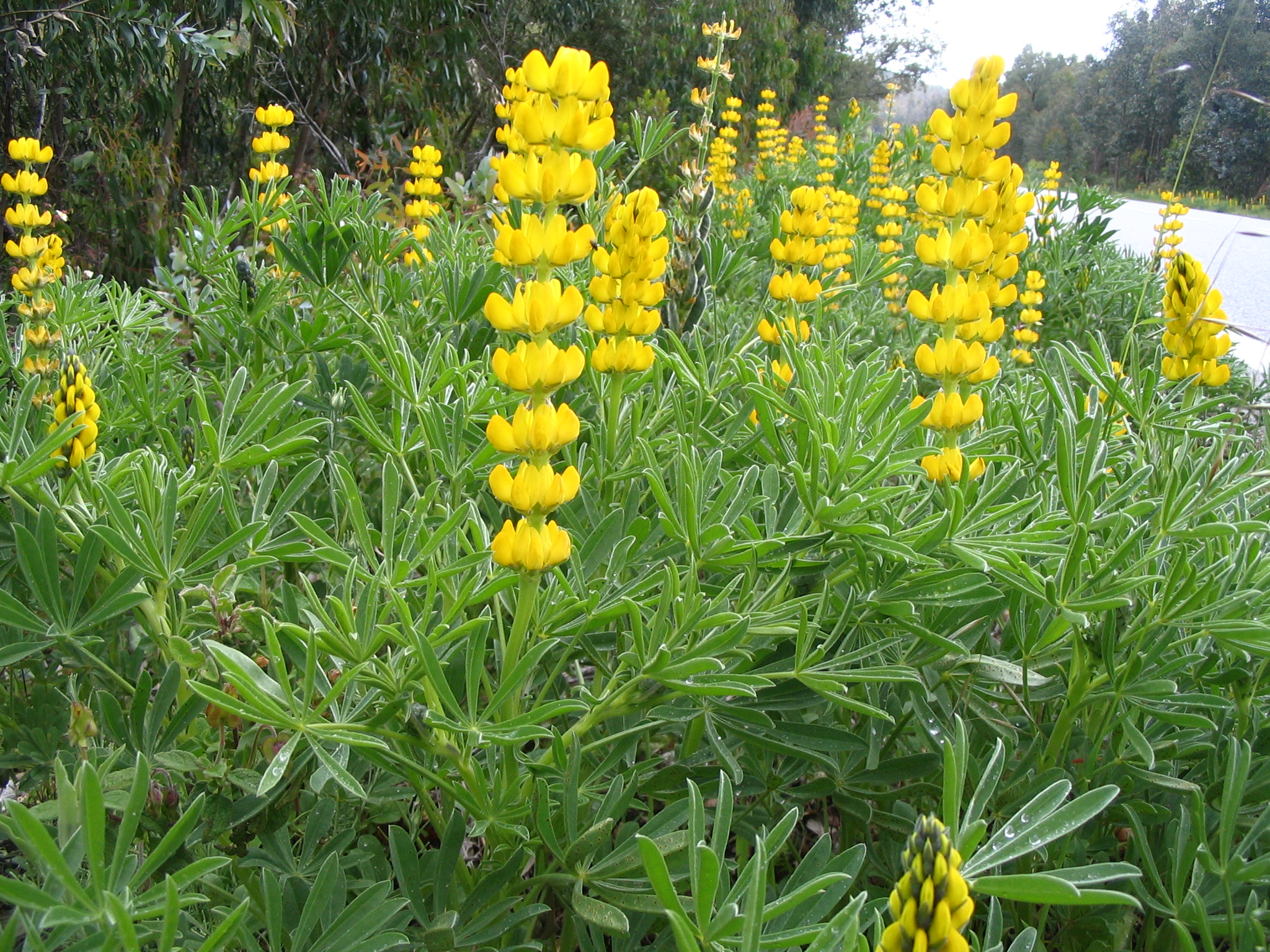
Lupinus luteus

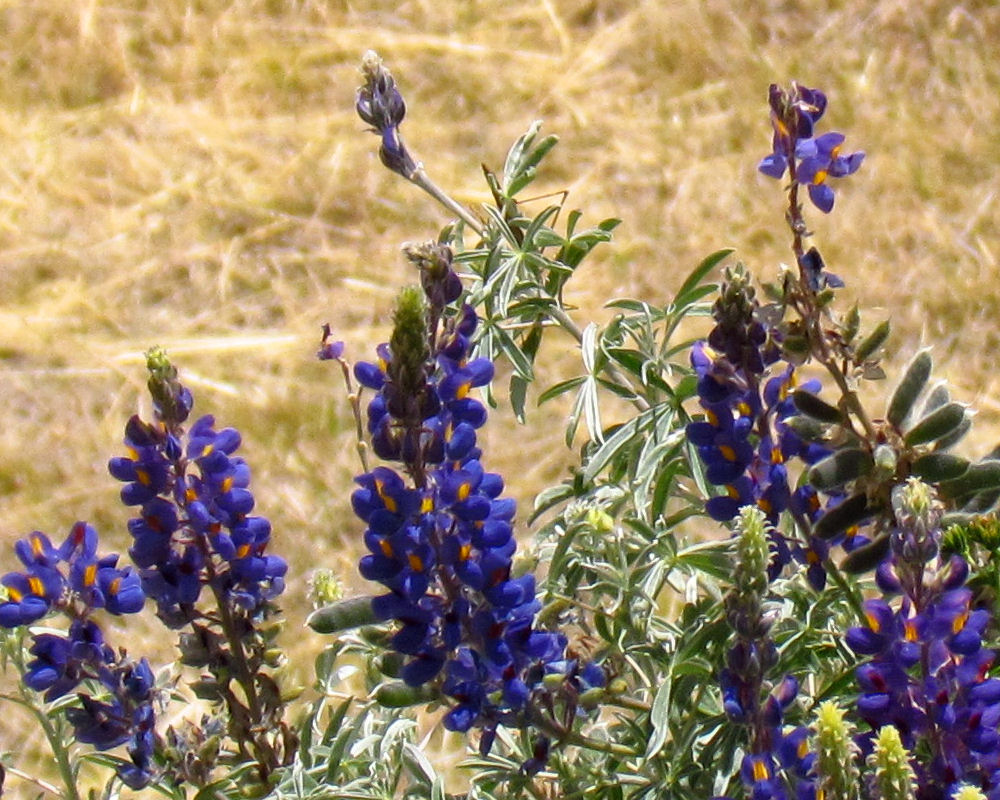
Lupinus mutabilis

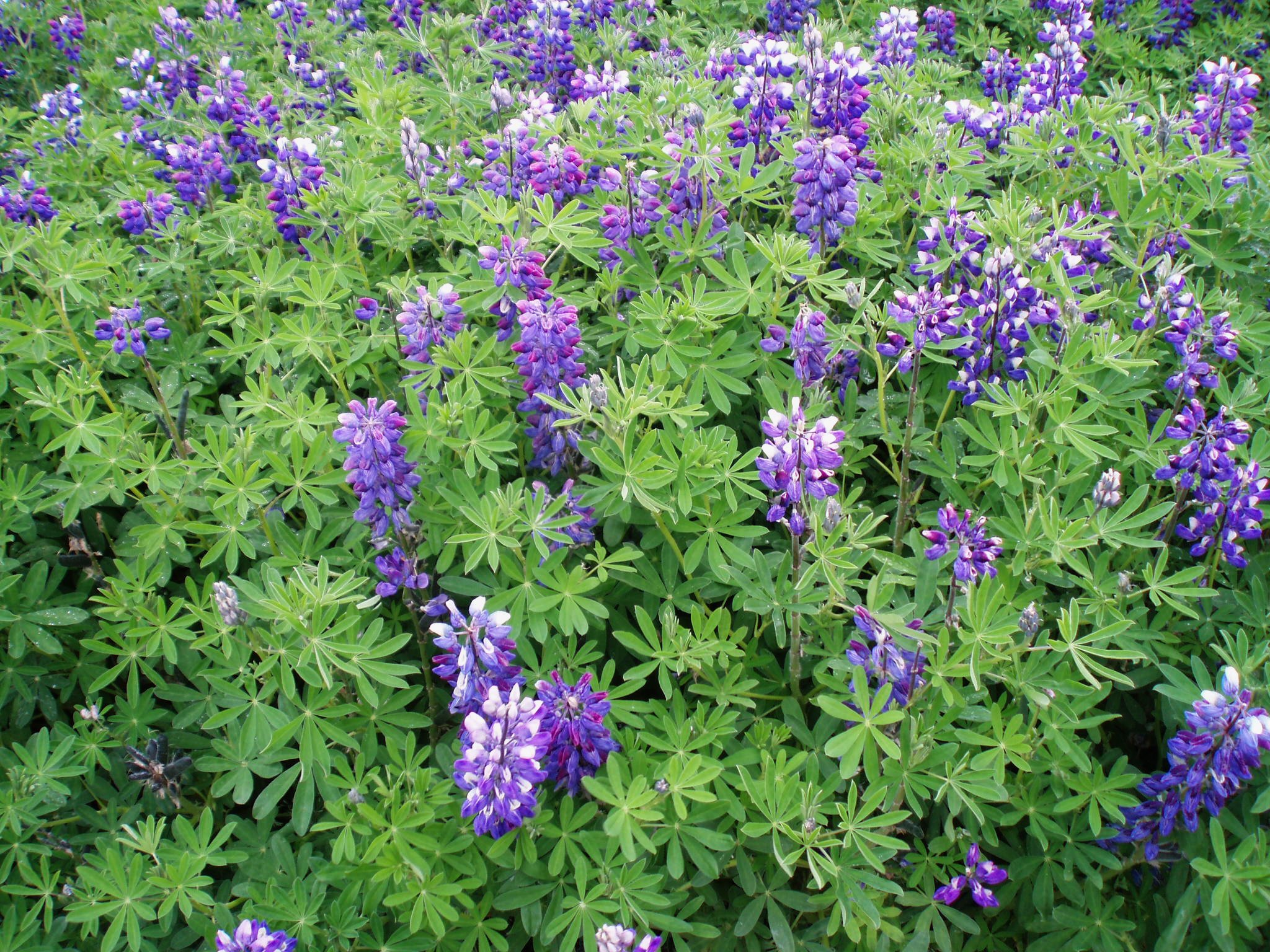
Lupinus nootkatensis

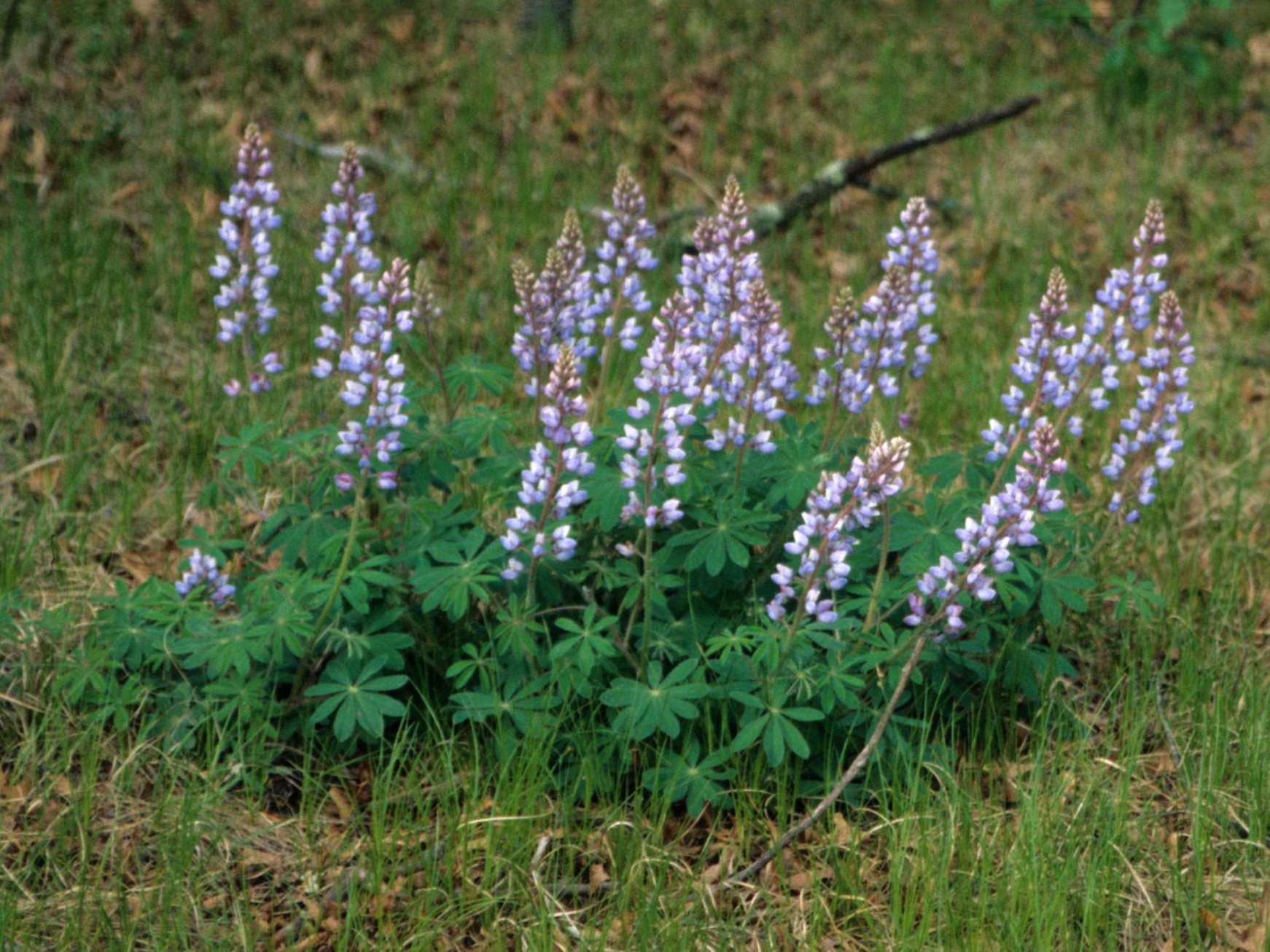
Lupinus perennis

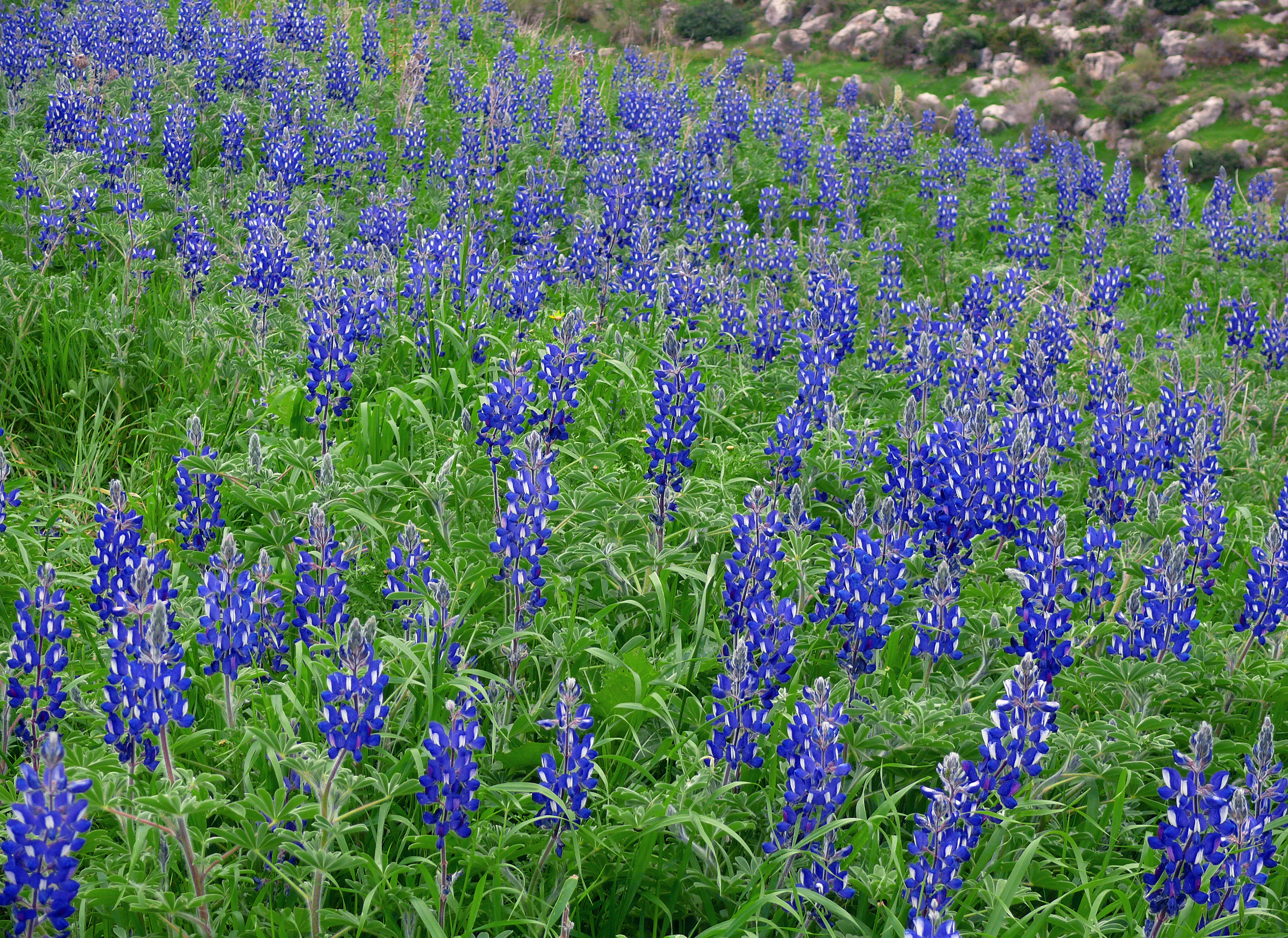
Lupinus pilosus

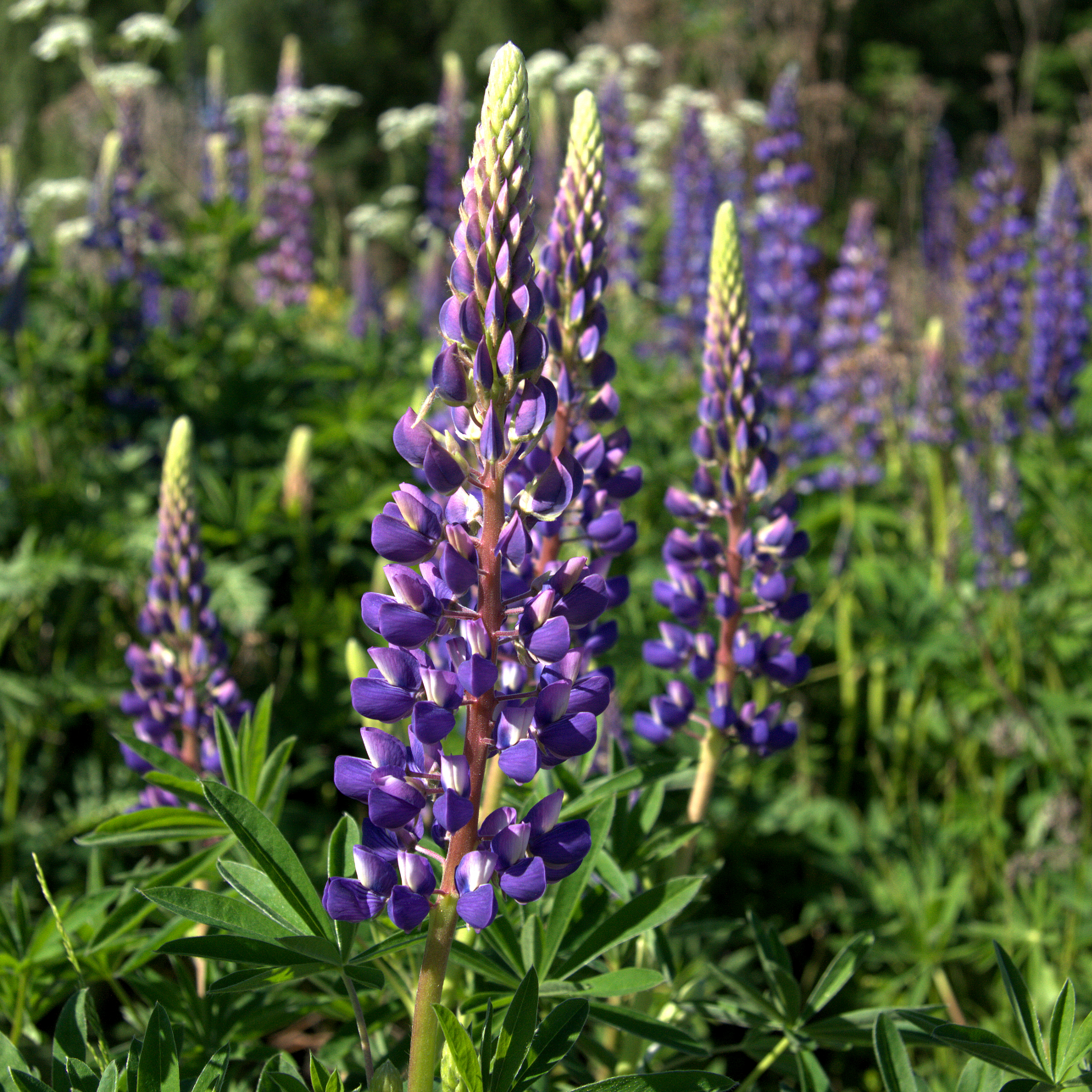
Lupinus polyphyllus

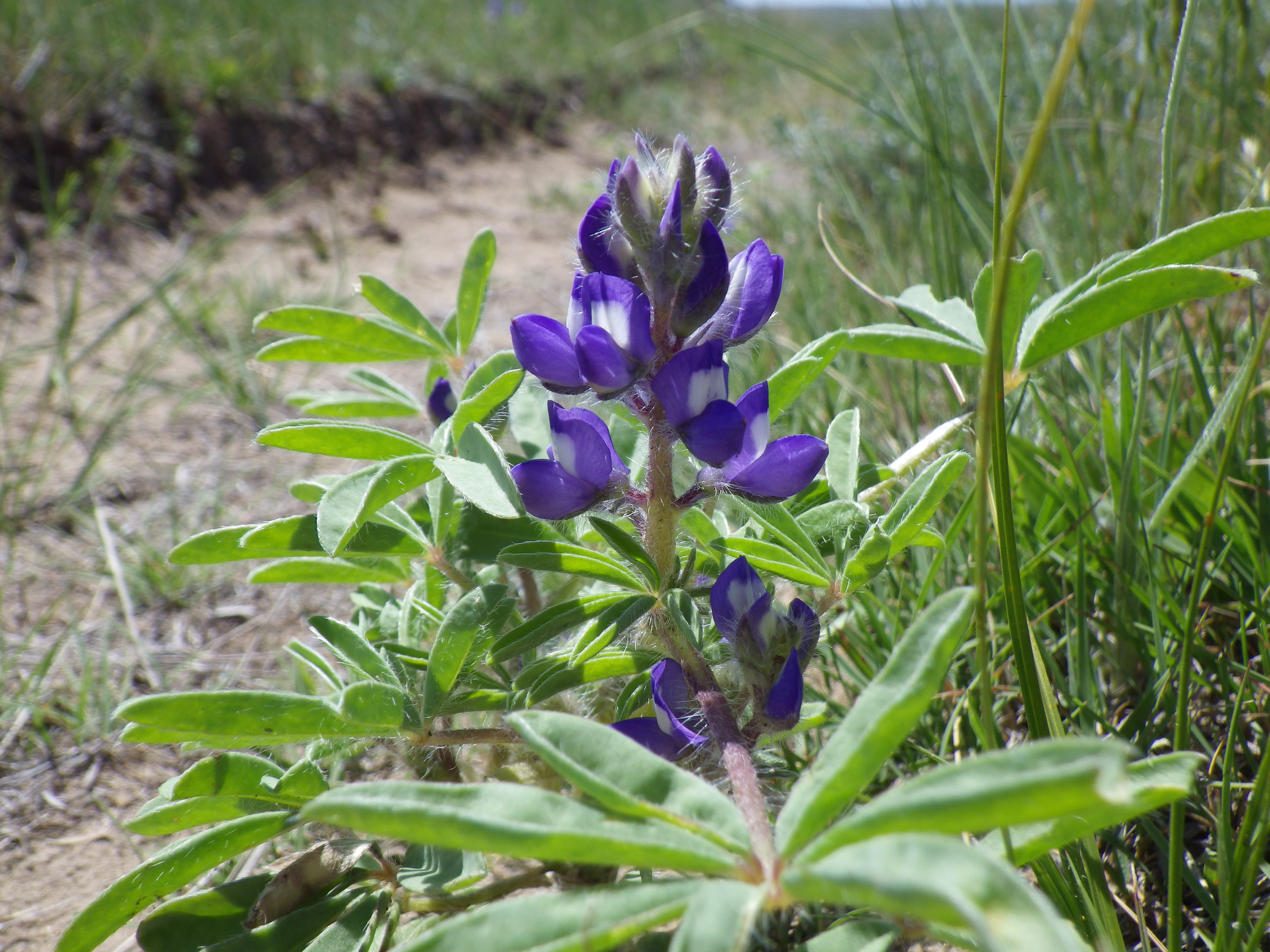
Lupinus pusillus

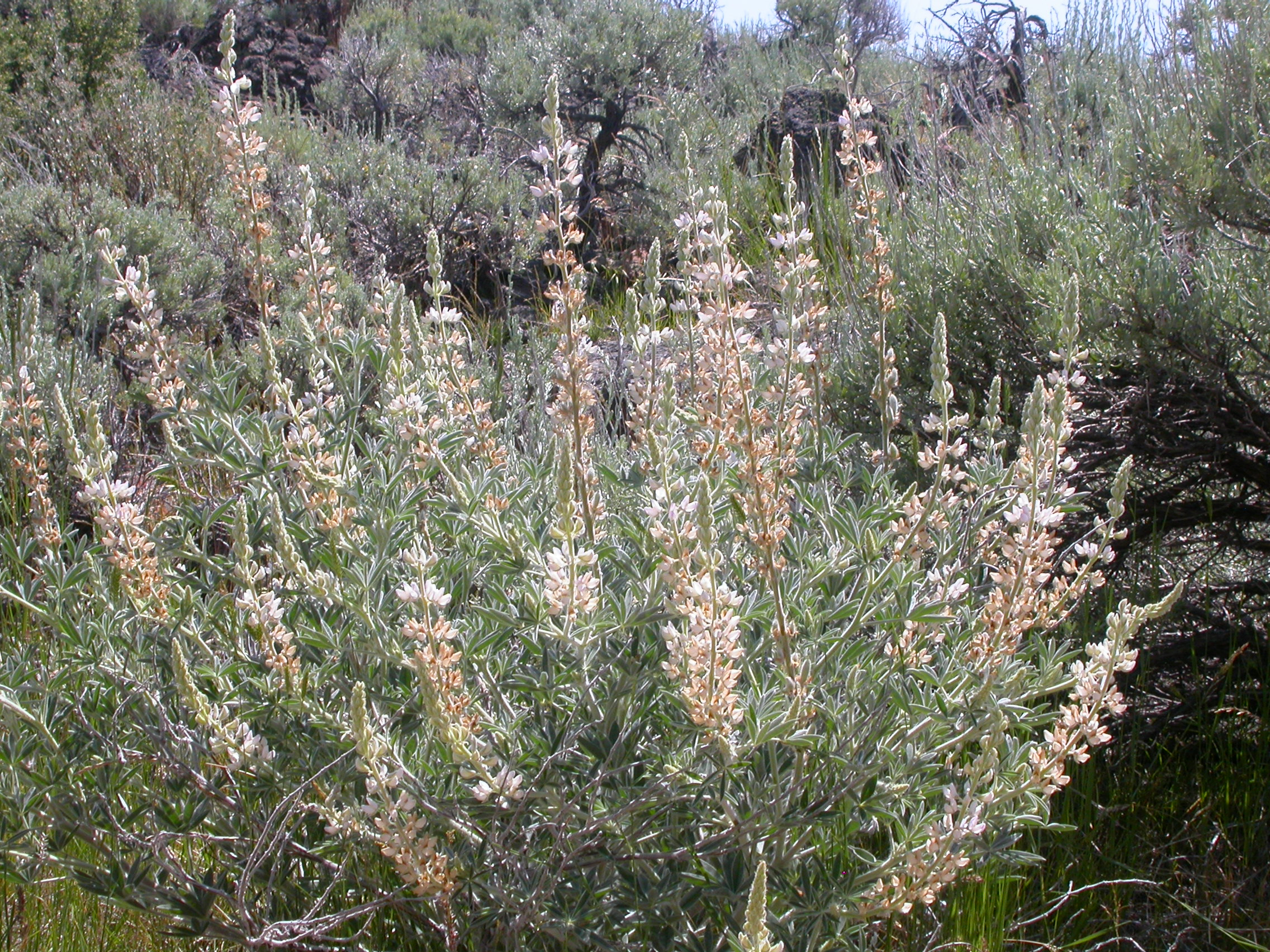
Lupinus sericeus

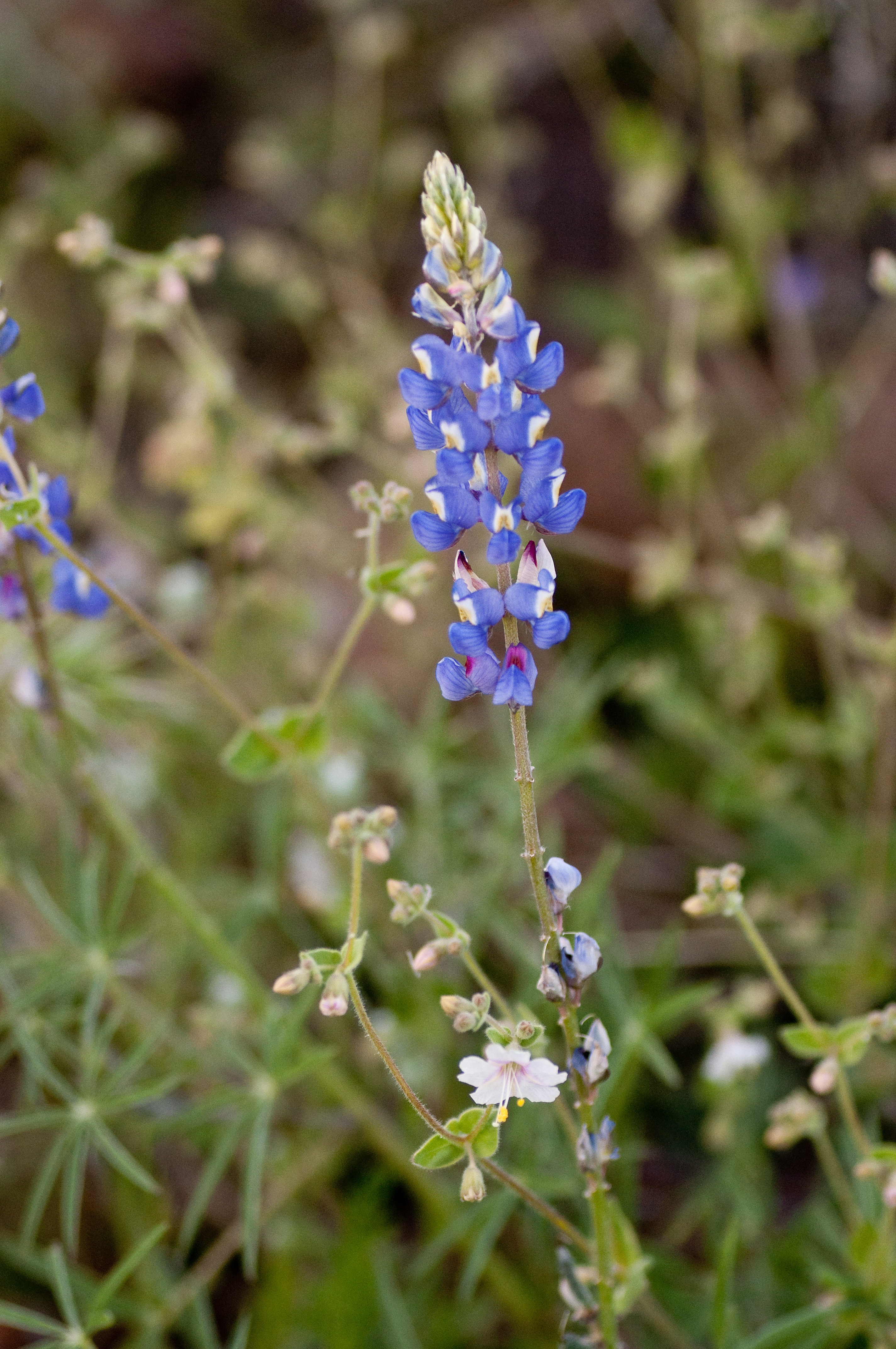
Lupinus sparsiflorus

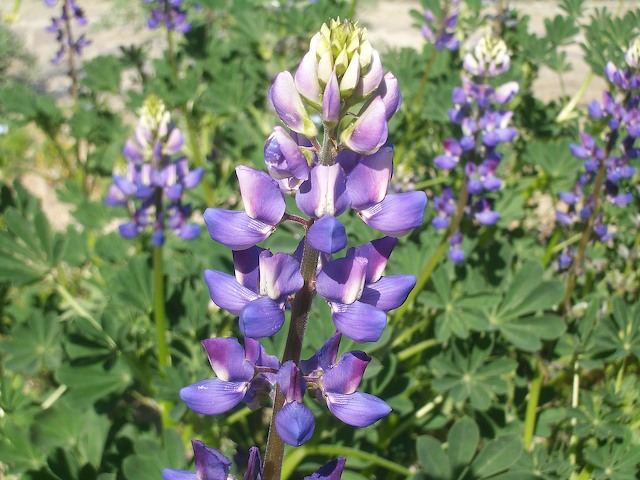
Lupinus succulentus

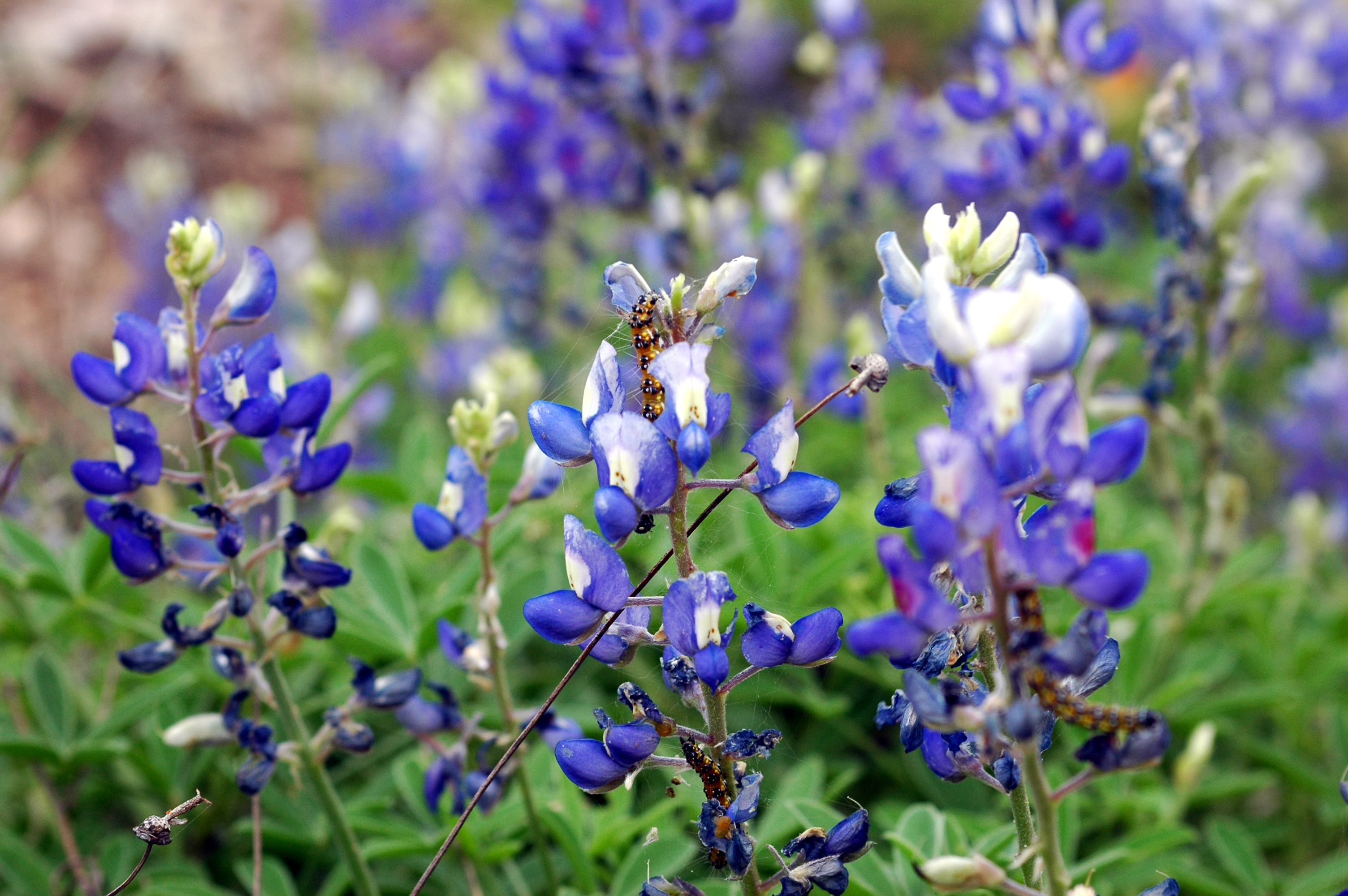
Lupinus texensis

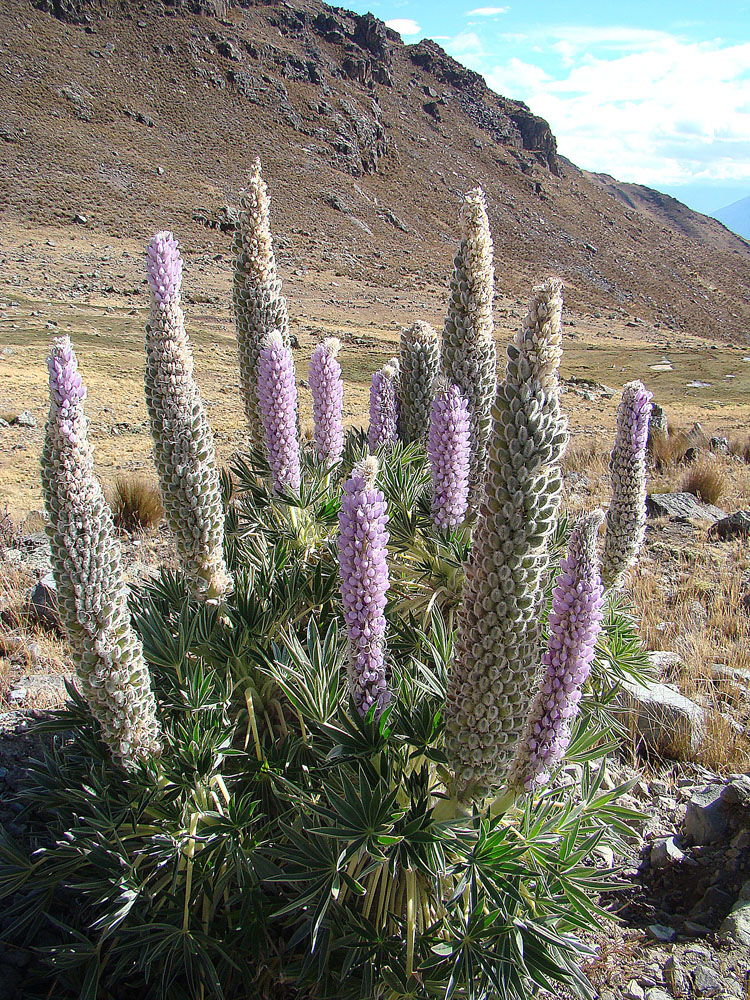
Lupinus weberbaueri

- Lupinus alpicola L. Henderson ex Piper
- Lupinus altimontanus C.P.Sm.
- Lupinus altiplani C.P.Sm.
- Lupinus amabayensis C.P.Sm.
- Lupinus amandus C.P.Sm.
- Lupinus amboensis C.P.Sm.
- Lupinus ammophilus Greene
- Lupinus amnis-otuni C.P.Sm.
- Lupinus ampaiensis C.P. Sm.
- Lupinus amphibius Suksd.
- Lupinus ananeanus Ulbr.
- Lupinus andersonii S.Watson
- Lupinus andicola Gillies
- Lupinus andinus Rose ex J. F. Macbr.
- Lupinus angustiflorus Eastw.
- Lupinus angustifolius L. – łubin wąskolistny
- Lupinus antensis C.P. Sm.
- Lupinus antoninus Eastw.
- Lupinus apertus A.Heller
- Lupinus appositus C.P.Sm.
- Lupinus arboreus Sims
- Lupinus arbustus Lindl.
- Lupinus arbutosocius C.P. Sm.
- Lupinus archeranus C.P.Sm.
- Lupinus arcticus S.Watson – łubin północny
- Lupinus arenarius Gardner
- Lupinus arequipensis C.P.Sm.
- Lupinus argenteus Pursh
- Lupinus argurocalyx C.P.Sm.
- Lupinus aridorum McFarlin ex Beckner
- Lupinus aridulus C.P.Sm.
- Lupinus aridus Lindl.
- Lupinus ariste-josephii C.P.Sm.
- Lupinus arizelus C.P. Sm.
- Lupinus arizonicus (S.Watson) S.Watson
- Lupinus arvensi-plasketti C.P. Sm.
- Lupinus arvensis Benth.
- Lupinus asa-grayanus C.P. Sm.
- Lupinus aschenbornii S.Schauer
- Lupinus asplundianus C.P.Sm.
- Lupinus asymbepus C.P. Sm.
- Lupinus atlanticus Gladst.
- Lupinus atropurpureus C.P.Sm.
- Lupinus attenuatus Gardner
- Lupinus aureonitens Hook. & Arn.
- Lupinus austrobicolor C.P.Sm.
- Lupinus austrohumifusus C.P. Sm.
- Lupinus austrorientalis C.P. Sm.
- Lupinus austrosericeus C.P.Sm.
- Lupinus ballianus C.P.Sm.
- Lupinus bandelierae C.P.Sm.
- Lupinus bangii Rusby
- Lupinus barbatilabius C.P.Sm.
- Lupinus barkeri Lindl.
- Lupinus bartlettianus C.P. Sm.
- Lupinus benthamii A.Heller
- Lupinus bi-inclinatus C.P. Sm.
- Lupinus bicolor Lindl.
- Lupinus bingenensis Suksd.
- Lupinus blaisdellii Eastw.
- Lupinus bogotensis Benth.
- Lupinus bolivianus C.P.Sm.
- Lupinus bombycinocarpus C.P. Sm.
- Lupinus bonplandius C.P.Sm.
- Lupinus boyacensis C.P.Sm.
- Lupinus brachypremnon C.P.Sm.
- Lupinus bracteolaris Desr.
- Lupinus brandegeei Eastw.
- Lupinus brevecuneus C.P. Sm.
- Lupinus brevicaulis S.Watson
- Lupinus brevior (Jeps.) Christian & D.B.Dunn
- Lupinus breviscapus Ulbr.
- Lupinus breweri A.Gray
- Lupinus bryoides C.P.Sm.
- Lupinus buchtienii Rusby
- Lupinus burkartianus C.P. Sm.
- Lupinus burkei S.Watson
- Lupinus burkeri Lindl.
- Lupinus caballoanus B.L. Turner
- Lupinus cachupatensis C.P. Sm.
- Lupinus cacuminis Standl.
- Lupinus caeruleus A. Heller
- Lupinus caesius Eastw.
- Lupinus caespitosus Torr. & A.Gray
- Lupinus calcensis C.P. Sm.
- Lupinus caldasensis C.P.Sm.
- Lupinus camiloanus C.P.Sm.
- Lupinus campestris Schltdl. & Cham.
- Lupinus carazensis Ulbr.
- Lupinus carchiensis C.P.Sm.
- Lupinus cardenasianus C.P.Sm.
- Lupinus carhuamayus C.P.Sm.
- Lupinus carlos-ochoae C.P.Sm.
- Lupinus carpapaticus C.P.Sm.
- Lupinus carrikeri C.P.Sm.
- Lupinus caucensis C.P.Sm.
- Lupinus cavicaulis C.P.Sm.
- Lupinus ccorilazensis Vargas ex C. P. Smith
- Lupinus celsimontanus C.P.Sm.
- Lupinus cervinus Kellogg
- Lupinus cesar-vargasii C.P. Sm.
- Lupinus cesaranus C.P. Sm.
- Lupinus chachas C.P.Sm.
- Lupinus chamissonis Eschsch.
- Lupinus chavanillensis (J.F.Macbr.) C.P.Sm.
- Lupinus chipaquensis C.P.Sm.
- Lupinus chlorolepis C.P.Sm.
- Lupinus chocontensis C.P.Sm.
- Lupinus chongos-bajous C.P. Sm.
- Lupinus christinae A. Heller
- Lupinus chrysanthus Ulbr.
- Lupinus chrysocalyx C.P.Sm.
- Lupinus chumbivilcensis C.P. Sm.
- Lupinus citrinus Kellogg
- Lupinus clarkei Oerst.
- Lupinus clarkii Oerst.
- Lupinus cochapatensis C.P. Sm.
- Lupinus colcabambensis C.P.Sm.
- Lupinus collinus (Greene) A. Heller
- Lupinus colombiensis C.P.Sm.
- Lupinus compactiflorus Rose
- Lupinus comptus Benth.
- Lupinus concinnus J.Agardh
- Lupinus condensiflorus C.P.Sm.
- Lupinus confertus Kellogg
- Lupinus congdonii (C.P.Sm.) D.B.Dunn
- Lupinus conicus C.P.Sm.
- Lupinus constancei T.W.Nelson & J.P.Nelson
- Lupinus convencionensis C.P. Sm.
- Lupinus cookianus C.P.Sm.
- Lupinus coriaceus Benth.
- Lupinus cosentinii Guss.
- Lupinus costaricensis D.B.Dunn
- Lupinus cotopaxiensis C.P. Sm.
- Lupinus couthouyanus C.P. Sm.
- Lupinus covillei Greene
- Lupinus crassulus Greene
- Lupinus crassus Payson
- Lupinus croceus Eastw.
- Lupinus crotalarioides Benth.
- Lupinus crucis-viridis C.P.Sm.
- Lupinus cuatrecasasii C.P.Sm.
- Lupinus culbertsonii Greene
- Lupinus cumulicola Small
- Lupinus cusickii S.Watson
- Lupinus cuspidatus Rusby
- Lupinus cuzcensis C.P.Sm.
- Lupinus cymboides C.P.Sm.
- Lupinus czermakii Briq. & Hochr.
- Lupinus dalesae Eastw.
- Lupinus decemplex C.P. Sm.
- Lupinus decurrens Gardner
- Lupinus deflexus Congdon
- Lupinus delicatulus Sprague & Riley
- Lupinus densiflorus Benth.
- Lupinus depressus Rydb.
- Lupinus diasemus C.P. Sm.
- Lupinus diehlii M.E. Jones
- Lupinus diffusus Nutt.
- Lupinus digitatus Forssk.
- Lupinus disjunctus C.P.Sm.
- Lupinus diversalpicola C.P. Sm.
- Lupinus dorae C.P.Sm.
- Lupinus dotatus C.P.Sm.
- Lupinus duranii Eastw.
- Lupinus dusenianus C.P.Sm.
- Lupinus eanophyllus C.P.Sm.
- Lupinus edysomatus C.P. Sm.
- Lupinus egens C.P. Sm.
- Lupinus elaphoglossum Barneby
- Lupinus elatus I.M.Johnst.
- Lupinus elegans Kunth
- Lupinus elegantulus Eastw.
- Lupinus ellsworthianus C.P.Sm.
- Lupinus elmeri Greene
- Lupinus eramosus C.P.Sm.
- Lupinus erectifolius C.P.Sm.
- Lupinus eremonomus C.P. Sm.
- Lupinus eriocalyx (C.P. Sm.) C.P. Sm.
- Lupinus eriocladus Ulbr.
- Lupinus espinarensis C.P. Sm.
- Lupinus evermannii Rydb.
- Lupinus exaltatus Zucc.
- Lupinus excubitus M.E.Jones
- Lupinus exochus C.P.Sm.
- Lupinus expetendus C.P.Sm.
- Lupinus extrarius C.P. Sm.
- Lupinus falsomutabilis C.P.Sm.
- Lupinus falsoprostratus C.P. Sm.
- Lupinus falsorevolutus C.P.Sm.
- Lupinus famelicus C.P.Sm.
- Lupinus fiebrigianus Ulbr.
- Lupinus fieldii J.F.Macbr.
- Lupinus fissicalyx A.Heller
- Lupinus flavoculatus A.Heller
- Lupinus foliolosus Benth.
- Lupinus formosus Greene
- Lupinus fragrans A. Heller
- Lupinus francis-whittieri C.P.Sm.
- Lupinus fratrum C.P.Sm.
- Lupinus fulcratus Greene
- Lupinus gachetensis C.P.Sm.
- Lupinus garfieldensis C.P.Sm.
- Lupinus gaudichaudianus C.P.Sm.
- Lupinus gayanus C.P.Sm.
- Lupinus gentryanus C.P. Sm.
- Lupinus gibertianus C.P.Sm.
- Lupinus giganteus Rose
- Lupinus glabratus J.Agardh
- Lupinus goodspeedii J.F.Macbr.
- Lupinus gormanii Piper
- Lupinus gracilentus Greene
- Lupinus grauensis C.P. Sm.
- Lupinus grayi S.Watson
- Lupinus grisebachianus C.P.Sm.
- Lupinus guadalupensis C.P.Sm.
- Lupinus guaraniticus (Hassl.) C.P.Sm.
- Lupinus guascensis C.P.Sm.
- Lupinus guggenheimianus Rusby
- Lupinus hamaticalyx C.P.Sm.
- Lupinus hartmannii C.P.Sm.
- Lupinus hartwegii Lindl. – łubin Hartwega
- Lupinus haughtianus C.P. Sm.
- Lupinus hautcarazensis C.P.Sm.
- Lupinus havardii S.Watson
- Lupinus hazenanus C.P.Sm.
- Lupinus hendersonii Eastw.
- Lupinus herreranus C.P.Sm.
- Lupinus herzogii Ulbr.
- Lupinus hieronymii C.P. Sm.
- Lupinus hillii Greene
- Lupinus hinkleyorum C.P.Sm.
- Lupinus hintoniorum B.L. Turner
- Lupinus hirsutissimus Benth.
- Lupinus hispanicus Boiss. & Reut.
- Lupinus holmgrenianus C.P.Sm.
- Lupinus holosericeus A. Gray
- Lupinus honoratus C.P. Sm.
- Lupinus horizontalis A.Heller
- Lupinus hornemanni J.Agardh
- Lupinus hortonianus C.P. Sm.
- Lupinus hortorum C.P.Sm.
- Lupinus howard-scottii C.P. Sm.
- Lupinus howardii M.E.Jones
- Lupinus huachucanus M.E.Jones
- Lupinus huancayoensis C.P. Sm.
- Lupinus huariacus C.P.Sm.
- Lupinus huaronensis J.F.Macbr.
- Lupinus hyacinthinus C.F.Baker
- Lupinus hybridus Lem.
- Lupinus ignobilis C.P. Sm.
- Lupinus imminutus C.P.Sm.
- Lupinus indigoticus Eastw.
- Lupinus inflatus C.P. Sm.
- Lupinus insignis C.P.Sm.
- Lupinus insulae C.P. Sm.
- Lupinus interruptus Benth.
- Lupinus intortus C.P. Sm.
- Lupinus inusitatus C.P. Sm.
- Lupinus involutus C.P. Sm.
- Lupinus inyoensis A.Heller
- Lupinus isabelianus Eastw.
- Lupinus jahnii Rose ex Pittier
- Lupinus jaimehintoniana B.L. Turner
- Lupinus james-westii C.P. Sm.
- Lupinus jean-julesii C.P.Sm.
- Lupinus jelskianus C.P.Sm.
- Lupinus johannis-howellii C.P.Sm.
- Lupinus jonesii Rydb.
- Lupinus jujuyensis C.P. Sm.
- Lupinus juninensis C.P.Sm.
- Lupinus kalenbornorum C.P.Sm.
- Lupinus kellermanianus C.P.Sm.
- Lupinus kerrii Eastw.
- Lupinus killipianus C.P.Sm.
- Lupinus kingii S.Watson
- Lupinus klamathensis Eastw.
- Lupinus kunthii J. Agardh
- Lupinus kuschei Eastw.
- Lupinus lacus C.P. Sm.
- Lupinus laetus Wooton & Standl.
- Lupinus laevigatus Benth.
- Lupinus lagunae-negrae C.P.Sm.
- Lupinus lanatocarpus C.P.Sm.
- Lupinus lanatus Benth.
- Lupinus lapidicola A.Heller
- Lupinus latifolius J.Agardh
- Lupinus laudandrus C.P.Sm.
- Lupinus lechlerianus C.P.Sm.
- Lupinus ledigianus C.P.Sm.
- Lupinus lelandsmithii Eastw.
- Lupinus lemmonii C.P.Sm.
- Lupinus lepidus Lindl.
- Lupinus leptocarpus Benth.
- Lupinus leptophyllus Cham. & Schltdl.
- Lupinus lespedezoides C.P.Sm.
- Lupinus leucophyllus Lindl.
- Lupinus lilacinus A. Heller
- Lupinus lindenianus C.P.Sm.
- Lupinus lindleyanus J.Agardh
- Lupinus linearis Desr.
- Lupinus littoralis Lindl.
- Lupinus lobbianus C.P.Sm.
- Lupinus longifolius (S.Watson) Abrams
- Lupinus lorenzensis C.P.Sm.
- Lupinus ludovicianus Greene
- Lupinus luetzelburgianus C.P.Sm.
- Lupinus luteolus Kellogg
- Lupinus lutescens C.P.Sm.
- Lupinus luteus L. – łubin żółty
- Lupinus lutosus A. Heller
- Lupinus lyallii A.Gray
- Lupinus macbrideianus C.P.Sm.
- Lupinus macranthus Rose
- Lupinus maculatus Rydb.
- Lupinus madrensis Seem.
- Lupinus magdalenensis C.P.Sm.
- Lupinus magnificus M.E.Jones
- Lupinus magniflorus C.P. Sm.
- Lupinus magnistipulatus Planchuelo & D.B.Dunn
- Lupinus malacophyllus Greene
- Lupinus malacotrichus C.P.Sm.
- Lupinus maleopinatus C.P. Sm.
- Lupinus mandonanus C.P.Sm.
- Lupinus mantaroensis C.P.Sm.
- Lupinus marinensis Eastw.
- Lupinus mariposanus Eastw.
- Lupinus martensis C.P.Sm.
- Lupinus martinetianus (C.P. Sm.) C.P. Sm.
- Lupinus mathewsianus C.P.Sm.
- Lupinus meionanthus A.Gray
- Lupinus melaphyllus C.P.Sm.
- Lupinus meridanus C.P.Sm.
- Lupinus metensis C.P.Sm.
- Lupinus mexicanus Lag.
- Lupinus michelianus C.P. Sm.
- Lupinus micranthus Guss.
- Lupinus microcarpus Sims
- Lupinus microphyllus Desr.
- Lupinus minimus Hook.
- Lupinus mirabilis C.P.Sm.
- Lupinus misticola Ulbr.
- Lupinus mollendoensis Ulbr.
- Lupinus mollis A.Heller
- Lupinus monensis Eastw.
- Lupinus monserratensis C.P.Sm.
- Lupinus montanus Kunth
- Lupinus monticola Rydb.
- Lupinus montigenus A. Heller
- Lupinus moritzianus Kunth
- Lupinus mucronulatus Howell
- Lupinus muelleri Standl.
- Lupinus multiflorus Desr.
- Lupinus munzianus C.P.Sm.
- Lupinus munzii Eastw.
- Lupinus mutabilis Sweet – łubin zmienny
- Lupinus nanus Benth. – łubin karłowy
- Lupinus navicularius A. Heller
- Lupinus nehmadae C.P. Sm.
- Lupinus neocotus C.P. Sm.
- Lupinus neomexicanus Greene
- Lupinus nepubescens C.P.Sm.
- Lupinus nevadensis A.Heller
- Lupinus niederleinianus C.P.Sm.
- Lupinus nipomensis Eastw.
- Lupinus niveus S.Watson
- Lupinus nonoensis C.P. Sm.
- Lupinus nootkatensis Sims
- Lupinus notabilis C.P.Sm.
- Lupinus nubigenus Kunth
- Lupinus nubilorum C.P.Sm.
- Lupinus obscurus C.P.Sm.
- Lupinus obtusilobus A.Heller
- Lupinus ochoanus C.P.Sm.
- Lupinus ochroleucus Eastw.
- Lupinus odoratus A.Heller
- Lupinus onustus S.Watson
- Lupinus opertospicus C.P. Sm.
- Lupinus oquendoanus C.P.Sm.
- Lupinus oreganus A.Heller
- Lupinus oreophilus Phil.
- Lupinus ornatus Lindl.
- Lupinus oscar-haughtii C.P.Sm.
- Lupinus ostiofluminis C.P. Sm.
- Lupinus otto-buchtienii C.P.Sm.
- Lupinus otto-kuntzeanus C.P.Sm.
- Lupinus otuzcoensis C.P.Sm.
- Lupinus ovalifolius Benth.
- Lupinus pachanoanus C.P.Sm.
- Lupinus pachitensis C.P.Sm.
- Lupinus pachylobus Greene
- Lupinus padre-crowleyi C.P.Sm.
- Lupinus palaestinus Boiss.
- Lupinus pallidus Brandegee
- Lupinus paniculatus Desr.
- Lupinus paraguariensis Chodat & Hassl.
- Lupinus paranensis C.P.Sm.
- Lupinus paruroensis C.P. Sm.
- Lupinus parviflorus Hook. & Arn.
- Lupinus parvifolius Gardner
- Lupinus pasachoensis C.P. Sm.
- Lupinus pasadenensis Eastw.
- Lupinus patulus C.P. Sm.
- Lupinus paucartambensis C.P.Sm.
- Lupinus paucovillosus C.P. Sm.
- Lupinus pearceanus C.P.Sm.
- Lupinus peirsonii H.Mason
- Lupinus pendentiflorus C.P. Sm.
- Lupinus penlandianus C.P. Sm.
- Lupinus perblandus C.P.Sm.
- Lupinus perbonus C.P.Sm.
- Lupinus perennis L.
- Lupinus perglaber Eastw.
- Lupinus perissophytus C.P.Sm.
- Lupinus persistens Rose
- Lupinus peruvianus Ulbr.
- Lupinus philippianus C.P. Sm.
- Lupinus physodes Douglas
- Lupinus pickeringii A.Gray
- Lupinus pilosellus Eastw.
- Lupinus pilosissimus M. Martens & Galeotti
- Lupinus pilosus L. – łubin kosmaty
- Lupinus pinguis Ulbr.
- Lupinus pipersmithianus J.F.Macbr.
- Lupinus pisacensis C.P. Sm.
- Lupinus piurensis C.P.Sm.
- Lupinus platamodes C.P. Sm.
- Lupinus plattensis S.Watson
- Lupinus platyptenus C.P. Sm.
- Lupinus polycarpus Greene
- Lupinus polyphyllus Lindl. – łubin trwały
- Lupinus poopoensis C.P.Sm.
- Lupinus popayanensis C.P.Sm.
- Lupinus potosinus Rose
- Lupinus praealtus C.P.Sm.
- Lupinus praestabilis C.P.Sm.
- Lupinus praetermissus C.P.Sm.
- Lupinus princei Harms
- Lupinus pringlei Rose
- Lupinus proculaustrinus C.P.Sm.
- Lupinus prostratus J.Agardh
- Lupinus protrusus C.P.Sm.
- Lupinus prouvensalanus C.P.Sm.
- Lupinus prunophilus M.E.Jones
- Lupinus pseudopolyphyllus C.P. Sm.
- Lupinus pseudotsugoides C.P. Sm.
- Lupinus pubescens Benth.
- Lupinus pucapucensis C.P. Sm.
- Lupinus pulloviridus C.P.Sm.
- Lupinus pulvinaris Ulbr.
- Lupinus punto-reyesensis C.P.Sm.
- Lupinus puracensis C.P.Sm.
- Lupinus purdieanus C.P.Sm.
- Lupinus pureriae C.P. Sm.
- Lupinus purosericeus C.P.Sm.
- Lupinus pusillus Pursh
- Lupinus puyupatensis C.P. Sm.
- Lupinus pycnostachys C.P.Sm.
- Lupinus quellomayus C.P. Sm.
- Lupinus quitensis C.P. Sm.
- Lupinus radiatus C.P.Sm.
- Lupinus ramosissimus Benth.
- Lupinus reflexus Rose
- Lupinus regalis Bergmans – łubin królewski
- Lupinus regnellianus C.P.Sm.
- Lupinus reineckianus C.P.Sm.
- Lupinus reitzii Burkart ex M. Pinheiro & Miotto
- Lupinus retrorsus L.F. Hend.
- Lupinus revolutus C.P.Sm.
- Lupinus richardianus C.P.Sm.
- Lupinus rimae Eastw.
- Lupinus rivularis Lindl. – łubin łąkowy
- Lupinus romasanus Ulbr.
- Lupinus roseolus Rydb.
- Lupinus roseorum C.P. Sm.
- Lupinus rotundiflorus M.E.Jones
- Lupinus rowleeanus C.P. Sm.
- Lupinus ruber A.Heller
- Lupinus rubriflorus Planchuelo
- Lupinus ruizensis C.P.Sm.
- Lupinus rupestris Kunth
- Lupinus rusbyanus C.P.Sm.
- Lupinus russellianus C.P.Sm.
- Lupinus sabinianus Lindl.
- Lupinus sabinii Hook.
- Lupinus salticola Eastw.
- Lupinus sandiensis C.P. Sm.
- Lupinus santanderensis C.P.Sm.
- Lupinus sarmentosus Desr.
- Lupinus saxatilis Ulbr.
- Lupinus saxosus Howell
- Lupinus schwackeanus C.P.Sm.
- Lupinus seifrizianus (C.P.Sm.) C.P.Sm.
- Lupinus sellowianus Harms
- Lupinus sellulus Kellogg
- Lupinus semiprostratus C.P.Sm.
- Lupinus semperflorens Benth.
- Lupinus sericatus Kellogg
- Lupinus sericeus Pursh
- Lupinus setifolius Planchuelo & D.B.Dunn
- Lupinus shockleyi S.Watson
- Lupinus sierrae-blancae Wooton & Standl.
- Lupinus simonsianus C.P.Sm.
- Lupinus simulans Rose
- Lupinus sinaloensis C.P. Sm.
- Lupinus sitgreavesii S.Watson
- Lupinus smithianus Kunth
- Lupinus solanagrorum C.P. Sm.
- Lupinus somalensis Baker f.
- Lupinus somaliensis Baker
- Lupinus sonomensis A. Heller
- Lupinus soratensis Rusby
- Lupinus soukupianus C. P. Smith ex J. F. Macbr.
- Lupinus sparsiflorus Benth.
- Lupinus spectabilis Hoover
- Lupinus splendens Rose
- Lupinus spragueanus C.P.Sm.
- Lupinus staffordiae C.P.Sm.
- Lupinus stipulatus J.Agardh
- Lupinus stiversii Kellogg
- Lupinus storkianus C.P. Sm.
- Lupinus subacaulis Griseb.
- Lupinus subcarnosus Hook.
- Lupinus subcuneatus C.P.Sm.
- Lupinus subhamatus C.P.Sm.
- Lupinus subinflatus C.P.Sm.
- Lupinus sublanatus Eastw.
- Lupinus submontanus Rose
- Lupinus subsessilis Benth.
- Lupinus subtomentosus C.P. Sm.
- Lupinus subvexus C.P.Sm.
- Lupinus succulentus K.Koch
- Lupinus sufferrugineus Rusby
- Lupinus suksdorfii Robinson
- Lupinus sulphureus Hook.
- Lupinus surcoensis C.P.Sm.
- Lupinus syriggedes C.P.Sm.
- Lupinus tacitus C.P.Sm.
- Lupinus tafiensis C.P. Sm.
- Lupinus talahuensis C.P. Sm.
- Lupinus tamayoanus C.P. Sm.
- Lupinus tarapacensis C.P.Sm.
- Lupinus tarijensis Ulbr.
- Lupinus tarmaensis C.P.Sm.
- Lupinus tatei Rusby
- Lupinus taurimortuus C.P. Sm.
- Lupinus tauris Benth.
- Lupinus tayacajensis C.P.Sm.
- Lupinus tegeticulatus Eastw.
- Lupinus tetracercophorus C.P. Sm.
- Lupinus texensis Hook.
- Lupinus thompsonianus C.P. Sm.
- Lupinus tidestromii Greene
- Lupinus tolimensis C.P.Sm.
- Lupinus tomentosus DC.
- Lupinus tominensis Wedd.
- Lupinus toratensis C.P.Sm.
- Lupinus tracyi Eastw.
- Lupinus triananus C.P.Sm.
- Lupinus truncatus Hook. & Arn.
- Lupinus tucumanensis C.P. Sm.
- Lupinus ulbrichianus C.P.Sm.
- Lupinus uleanus C.P.Sm.
- Lupinus ultramontanus C.P. Sm.
- Lupinus umidicola C.P. Sm.
- Lupinus uncialis S.Watson
- Lupinus uncinatus Schltdl.
- Lupinus urcoensis C.P. Sm.
- Lupinus urubambensis C.P.Sm.
- Lupinus valerioi Standl.
- Lupinus vallicola A.Heller
- Lupinus vargasianus C.P. Sm.
- Lupinus varicaulis C.P.Sm.
- Lupinus variicolor Steud.
- Lupinus velillensis C.P. Sm.
- Lupinus velutinus Benth.
- Lupinus venezuelensis C.P.Sm.
- Lupinus ventosus C.P.Sm.
- Lupinus verbasciformis Sandwith
- Lupinus verjonensis C.P.Sm.
- Lupinus vernicius Rose
- Lupinus viduus C.P.Sm.
- Lupinus vilcabambensis C.P. Sm.
- Lupinus villosus Willd.
- Lupinus visoensis J.F.Macbr.
- Lupinus volubilis C.P. Sm.
- Lupinus weberbaueri Ulbr.
- Lupinus werdermannianus C.P.Sm.
- Lupinus westianus Small
- Lupinus whiltoniae Eastw.
- Lupinus wilkesianus C.P.Sm.
- Lupinus williamlobbii C.P. Sm.
- Lupinus williamsianus C.P.Sm.
- Lupinus xanthophyllus C.P. Sm.
- Lupinus xenophytus C.P.Sm.
- Lupinus yanahuancensis C.P. Sm.
- Lupinus yarushensis C.P.Sm.
- Lupinus ynesiae C.P.Sm.